# Амнун
Амнун (ивр. אמנון‎) — мошав в Верхней Галилее на севере Израиля. Расположен на плато Коразим, административно относится к региональному совету Мевоот-Ха-Хермон в Северном округе Израиля.

## История
Мошав был основан Еврейским агентством в 1983 году для эвакуированных жителей бывших израильских поселений на Синае после подписания Египетско-израильского мирного договора, а также жителей соседних мошавов.
Название основано на израильском названии рыбы «тиляпии», называющейся на иврите «Амнун» (ивр. אמנון‎), которая водится в близлежащем озере Кинерет.

## Население
По данным Центрального статистического бюро Израиля, население на начало 2020 года составляло 392 человека.